# Estación de Villaverde-Clasificación
Villaverde-Clasificación es un complejo ferroviario de carácter logístico situado al sur del municipio español de Madrid, concretamente en el barrio de Villaverde Bajo. Sus instalaciones disponen de una amplia playa de vías para labores de clasificación de los trenes de mercancías, así como unos importantes talleres para mantenimiento y reparación de material motor. En sus cercanías se encuentra situada la estación de Villaverde Bajo, un importante nudo ferroviario.

## Situación ferroviaria
Las instalaciones se encuentran situadas en el punto kilométrico 1,0 de la línea férrea de ancho ibérico San Cristóbal Industrial-Villaverde Bajo.

## Historia
A comienzos de la década de 1920 los talleres centrales de la compañía MZA en Atocha se habían quedado pequeños para el gran volumen de trabajo que debían soportar, por lo que los directivos de la empresa buscaron un nuevo emplazamiento. Se escogió la zona Villaverde Bajo, junto a la estación homónima, por disponer de un amplio espacio libre en paralelo a la línea Madrid-Alicante y estar a poca distancia de la capital. El nuevo complejo ferroviario entró en servicio en 1924; en aquel momento las instalaciones fueron consideradas punteras por lo moderno de su equipo, disponiendo así mismo de un amplio espacio de trabajo y clasificación. En 1941, con la nacionalización de los ferrocarriles de ancho ibérico, las instalaciones pasaron a manos de la estatal RENFE.
Bajo RENFE, en 1944 las instalaciones de Villaverde fueron reconvertidas en Taller de Material Fijo. Con el paso de los años se planteó levantar unas nuevas instalaciones en la zona para atender al material motor diésel y eléctrico que empezaba a hacerse dominante en la tracción ferroviaria española. Entre 1964 y 1967 se construyó el denominado Taller Central de Reparaciones (TCR), que se convirtió en uno de los más importantes de toda la red de RENFE. Además, dentro del Plan de Enlaces Ferroviarios de Madrid, durante aquellos años se procedió a una reorganización de las vías en el eje Atocha-Villaverde y se inauguraron varios ramales de nueva construcción que permitían el enlace de Villaverde con otros trazados al sur de la capital. 
En 2005, tras la extinción de la antigua RENFE, el complejo de Villaverde pasó a manos de Adif.